# Инон (Вирџинија)
Инон (енгл. Enon) насељено је место без административног статуса у америчкој савезној држави Вирџинија.

## Демографија
По попису из 2010. године број становника је 3.466.
| Група             | 2000.    | 2010.         |
| Белци             | 0 (0,0%) | 2.723 (78,6%) |
| Афроамериканци    | 0 (0,0%) | 495 (14,3%)   |
| Азијати           | 0 (0,0%) | 48 (1,4%)     |
| Хиспаноамериканци | 0 (0,0%) | 133 (3,8%)    |
| Укупно            | 0        | 3.466         |